# 寇摩托公司
寇摩托公司（德語：或法語：）乃是由德國NSU車廠和法國雪鐵龍汽車共同投資的公司，1967年4月成立於盧森堡，主要為了生產汪克爾引擎。

## 歷史與概要

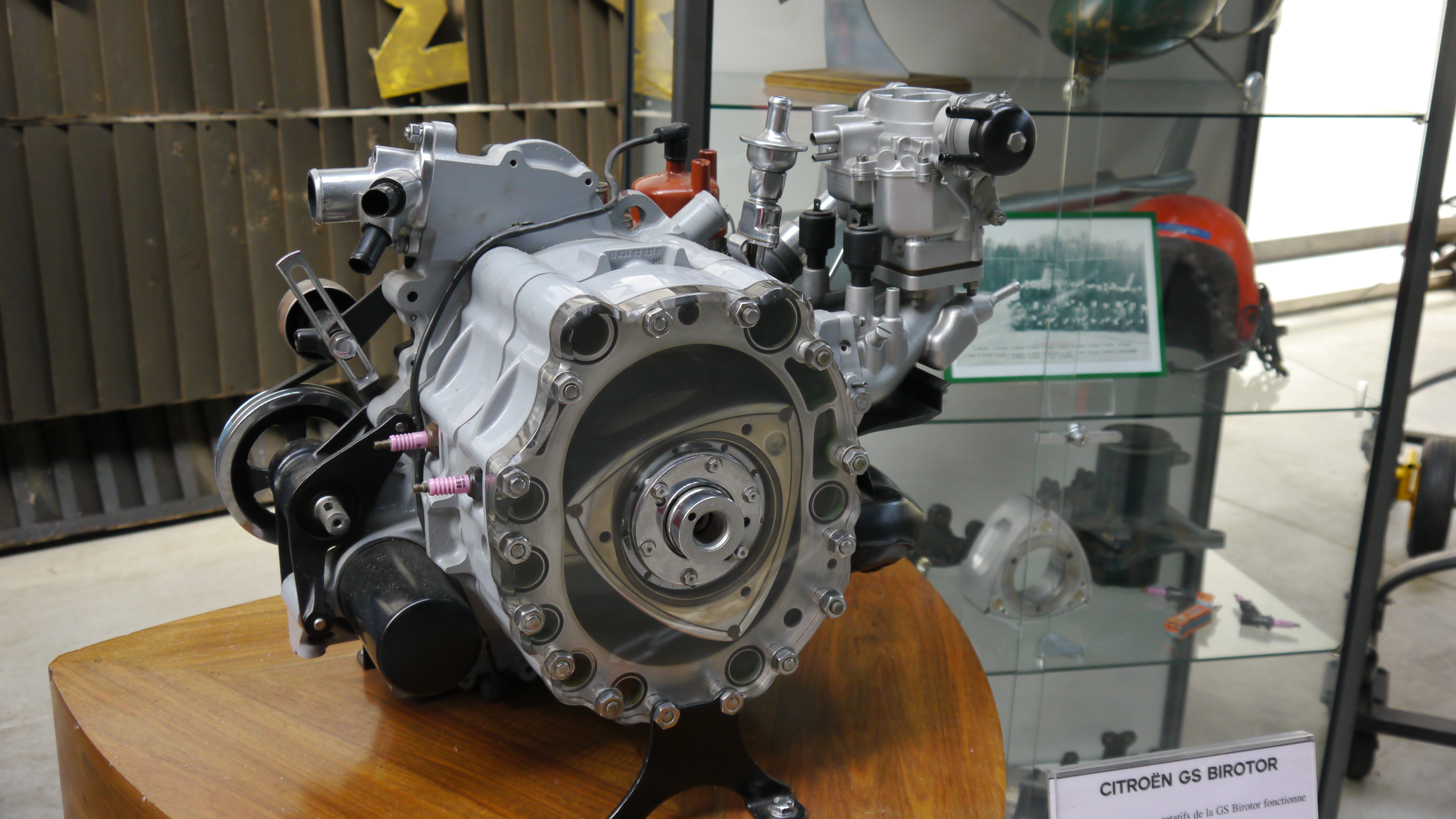
雪鐵龍GS Birotor的汪克爾引擎

1960年1月19日德國工程師菲力斯·汪克爾（Felix Wankel）在德國工程師學會（德語：VDI, Verein Deutscher Ingenieure）的會議上公開發表一具無活塞迴轉式引擎，被稱作汪克爾引擎。1964年NSU車廠和雪鐵龍為了開發搭載汪克爾引擎的車輛，在日內瓦成立專門製造引擎的寇摩比爾公司（Comobil）。1967年4月另在盧森堡成立寇摩托公司，雙方各出資50%，以便製造與行銷汪克爾引擎及其相關零組件。1969年該公司在德國薩爾蘭于伯黑恩的阿爾特佛韋勒購買一塊廣達85萬平方米的土地以便建立廠房，該地距離盧森堡東方約1.5小時的車程，並於1970年落成啟用。不過該公司發展汪克爾引擎的過程並不順遂，屢屢受挫於技術、可靠性和油耗問題。雪鐵龍採取較為保守謹慎卻緩慢的做法，包括為期二年的「Beta計劃」，由寇摩比爾公司先孕育出267輛實驗性質的雪鐵龍M35。這輛沒有正式上市的雙門轎跑車搭載995c.c.單轉子汪克爾引擎，可輸出49hp / 5,500rpm的最大馬力。
由於屬於實驗性質，雪鐵龍僅開放M35給該品牌的忠實客戶購買，並根據客戶的使用感想與建議而修正。終於在1973年，雪鐵龍推出量產化的雪鐵龍GS Birotor，搭載雙轉子汪克爾引擎，可榨出107hp / 6,500rpm的最大馬力、101lb-ft / 3,000rpm的扭力峰值。不幸的是，該車款上市期間爆發1973年第一次石油危機，耗油的汪克爾引擎得不到客戶的關愛，此車款以出售847輛告終。
1974年至1978年間，荷蘭機車進口製造商范文摩托車（Van Veen）曾採購該公司製造的KKM 624型汪克爾引擎，以製造OCR 1000型機車，不過數量只有38部。後來由於投注巨額資金在寇摩托和寇摩比爾兩家公司上，NSU車廠和雪鐵龍雙雙面臨破產的危機。